# Trattato di Vienna (1864)
Il trattato di Vienna del 1864 (in danese Freden i Wien; in tedesco Frieden von Wien) è stato un accordo concluso tra l'Impero austriaco, il Regno di Prussia ed il Regno di Danimarca il 30 ottobre 1864 per porre fine alla seconda guerra dello Schleswig.

## Contesto
Dopo la battaglia di Dybbøl e l'occupazione dell'isola di Als da parte delle truppe austro-prussiane, iniziarono i negoziati per arrivare ad un cessate il fuoco.
Il 18 luglio 1864 a Christiansfeld (una città nel nord dello Schleswig) venne così firmato un accordo che poneva fine, entro la fine di luglio, alle ostilità.
Il 25 luglio a Vienna iniziarono i colloqui di pace tra le autorità austriache (rappresentate dal conte von Rechberg ed il barone Brenner), quelle prussiane (guidate da Otto von Bismarck) e quelle danesi (rappresentate da von Quaade Kaufmann).
Il 1º agosto si arrivò ad un accordo preliminare composto da 5 paragrafi. La Danimarca avrebbe dovuto cedere i tre ducati (Schleswig, Holstein e  Lauenburg) all'Austria e alla Prussia che – dietro autorizzazione da parte della Confederazione germanica – li avrebbero gestiti in condominio.
L'ultimo paragrafo dell'accordo stabiliva comunque che questa sistemazione avrebbe dovuto essere accettata con un trattato di pace definitivo.

## Il trattato
Il 30 ottobre 1864 venne così firmato un accordo definitivo composto da 24 articoli in base al quale la Prussia avrebbe amministrato il ducato di Schleswig mentre l'Austria avrebbe amministrato il ducato di Holstein.
Questa divisione non placò i contrasti tra Prussia e Austria che culminarono nella guerra austro-prussiana del 1866 a seguito della quale i tre ducati passarono sotto la sovranità prussiana.